# Jonas Henriksen
 (mars 2018).
Jonas Henriksen, né le 6 mars 1991 à Herlev au Danemark, est un footballeur danois. Il évolue au poste d'arrière droit avec le club du FC Helsingør.

## Biographie
Le 1er août 2010, Jonas Henriksen fait ses débuts en Superliga avec le Lyngby BK lors d'un match contre le Silkeborg IF, en remplaçant Patrick Mortensen à la 71e minute de jeu. Il marque son premier but pour le club la saison suivante, toujours en Superliga, lors d'un match contre l'AC Horsens. Il dispute avec Lyngby un total de 27 matchs en Superliga, insccrivant deux buts.